# Ana Maria Bican
Ana Maria Bican (olykor Ana-Maria vagy Anamaria, házassága után Roe) (Zernest, 1980. március 3. –) kétszeres junior Európa-bajnok román szertornász, edző, tornabíró.

## Életpályája
Édesapja, Grigore mérnök, édesanyja, Ștefana kémiai laboratóriumban dolgozott. Két testvére van: Ion és Catalin.
Hat éves korában kezdett tornázni az ónfalvi sportklubban, 1993-ban került Dévára a válogatottba.
A juniorválogatottban edzői Octavian Bellu, Mariana Bitang, Eliza Stoica, Toma Ponoran, Ştefan Gal, Benone Pereţeanu, Liviu Mazilu és Adrian Boboc voltak.
Példaképei Gina Gogean és Oksana Fabrichnova voltak, kedvenc szere az ugrás volt.

### Juniorként
1991-ben a Junior Balkán-bajnokságon bronzérmet szerzett.
1992-ben az Avignon, a City of Pope Junior és a Grenoble Internationalon is negyedik helyezett volt egyéni összetettben.
Ugyanazon évben a Románia-Franciaország kétoldalú találkozón a csapattal első, egyéni összetettben kilencedik, az 1993-as Franciaország-Románián a csapattal ismét első, egyéni összetettben pedig hatodik volt.
Szintén 1993-ban a Gander Emlékversenyen egyéni összetettben hatodik, Magyarország Nemzetközi bajnokságán tizenharmadik, a Svájci Kupán pedig a csapattal ötödik helyezett volt.
Ugyanazon évben az országos bajnokságon ugrásban és talajon ezüst-, egyéni összetettben és felemás korláton bronzérmet nyert.
1993. évi nyári európai ifjúsági olimpiai napokon Valkenswaardban gerendán, felemás korláton és ugrásban is aranyérmet szerzett.
1994-ben a Soapberry Shop Challenge-en ugrásban első, egyéni összetettben és felemás korláton harmadik helyen zárt.

#### Junior Európa-bajnokság
Az 1992-ben Arezzóban megrendezett junior Európa-bajnokságon aranyérmes volt a csapattal (Simona Amânar, Andreea Cacovean, Nadia Hățăgan, Simona Mocanu és Claudia Rusan) és ezüstérmes felemás korláton a csapattal.
1994-ben Stockholban bajnoki címet szerzett ugrásban, bronzot egyéni összetettben, hetedik volt gerendán és felemás korláton Elena Groshevával megosztva, illetve tizenegyedik talajon.

### Felnőttként

#### Országos eredmények
Az 1995-ös országos bajnokságon a csapattal és felemás korláton is harmadik helyet ért el.

#### Nemzetközi eredmények
1994-ben a Goodwill Games-en ugrásban és gerendán negyedik, egyéni összetettben és felemás korláton hatodik volt, a Soapberry World Gym Challenge-en ugrásban és talajon első, felemás korláton és egyéni összetettben harmadik, az Amerikai Egyesült Államok-Románia kétoldalú találkozón egyéni összetettben negyedik volt.
1995-ös Amerika Kupán második, Románia Nemzetközi Bajnokságán talajon harmadik, felemás korláton és egyéni összetettben negyedik, ugrásban nyolcadik, a Nemzetközi Mixed Pairs-en a csapattal első, a Románia-Németország kétoldalú találkozón a csapattal ismét első, egyéni összetettben kilencedik, a South African International Fokvárosban egyéni összetettben harmadik, Pretóriában első, az Oroszország-Románia-Olaszország találkozón a csapattal második, a Románia-Spanyolország-Bulgária-Olaszország találkozón a csapattal első, Románia Nemzetközi Bajnokságán pedig egyéni összetettben negyedik helyezett volt.
1996-ban az Olaszország-Bulgária-Románia-Oroszország találkozón egyéni összetettben kilencedik, Románia Nemzetközi Bajnokságán gerendán első, egyéni összetettben második, a World Stars-on pedig egyéni összetettben harmadik helyet ért el.

### Visszavonulása után
1996-ban tagja volt az olimpiai válogatottnak, de egy térdsérülés miatt végül nem versenyezhetett Atlantában.
Ezt követően visszavonult a versenyzéstől.
Középiskolai tanulmányait az ónfalvi Nadia Comăneci Sportgimnáziumban folytatta.
Később az Amerikai Egyesült Államokba telepedett le, ahol Michiganben és Indianában tevékenykedett edzőként.
2004-ben rövid időre visszatért Romániába, ingatlanpiaci vállalkozóként.
Egyetemi tanulmányait a Michigani Egyetem Bussines és Marketing tanszékén, valamint 2007-ben a Saginaw Valley State University-n Business, illetve 2012-ben könyvelés szakon végezte.
Férjével, Gerald Duane Roe-val a Michigan állambeli Bay Cityben él.
2016-ban az Indiana állambeli Greenwoodban lévő Wright’s Gymnastics Academy edzője.

## Díjak, kitüntetések
A Román Torna Szövetség 1992-ben, 1993-ban, 1994-ben és 1996-ban is beválasztotta az év tíz legjobb női sportolója közé.
Megkapta a Kiváló Sportolói címet.